# Веллс-Рівер (Вермонт)
Веллс-Рівер (англ. Wells River) — селище (англ. village) в США, в окрузі Орандж штату Вермонт. Населення — 431 особа (2020).

## Географія
Веллс-Рівер розташований за координатами 44°9′20″ пн. ш. 72°3′57″ зх. д. / 44.15556° пн. ш. 72.06583° зх. д. (44.155642, -72.065927).  За даними Бюро перепису населення США в 2010 році селище мало площу 4,95 км², з яких 4,86 км² — суходіл та 0,10 км² — водойми.

## Демографія
Згідно з переписом 2010 року, у селищі мешкало 399 осіб у 189 домогосподарствах у складі 98 родин. Густота населення становила 81 особа/км².  Було 216 помешкань (44/км²).
Расовий склад населення:
| - 91,0 % — білих - 3,0 % — азіатів - 1,0 % — корінних американців - 0,3 % — чорних або афроамериканців - 1,3 % — осіб інших рас |

До двох чи більше рас належало 3,5 %. Частка іспаномовних становила 2,3 % від усіх жителів.
За віковим діапазоном населення розподілялося таким чином: 20,6 % — особи молодші 18 років, 60,4 % — особи у віці 18—64 років, 19,0 % — особи у віці 65 років та старші. Медіана віку мешканця становила 41,1 року. На 100 осіб жіночої статі у селищі припадало 87,3 чоловіків;  на 100 жінок у віці від 18 років та старших — 87,6 чоловіків також старших 18 років.
Середній дохід на одне домашнє господарство  становив 43 857 доларів США (медіана — 31 500), а середній дохід на одну сім'ю — 56 564 долари (медіана — 44 583). За межею бідності перебувало 25,7 % осіб, у тому числі 39,3 % дітей у віці до 18 років та 19,3 % осіб у віці 65 років та старших.
Цивільне працевлаштоване населення становило 176 осіб. Основні галузі зайнятості: освіта, охорона здоров'я та соціальна допомога — 21,6 %, мистецтво, розваги та відпочинок — 14,8 %, виробництво — 14,2 %.